# Шансела
Шансела (фр. Champcella) насеље је и општина у Француској у региону Прованса-Алпи-Азурна обала, у департману Горњи Алпи која припада префектури Бријансон.
По подацима из 2011. године у општини је живело 176 становника, а густина насељености је износила 5,82 становника/km². Општина се простире на површини од 30,25 km². Налази се на средњој надморској висини од 1150 метара (максималној 3.156 m, а минималној 900 m).

## Демографија
| 1962. | 1968. | 1975. | 1982. | 1990. | 1999. | 2011. |
| ----- | ----- | ----- | ----- | ----- | ----- | ----- |
| 187   | 197   | 153   | 147   | 156   | 142   | 176   |

График промене броја становника у току последњих година